# 99 Nights (album)
99 Nights este al doilea album de studio al cântăreței pop canadiene Charlotte Cardin, lansat pe 25 august 2023 prin Cult Nation. Cardin a descris albumul ca fiind „un jurnal muzical” și „coloana ei sonoră a verii [2021]”. 
Albumul a câștigat premiile Juno pentru Albumul Anului și Albumul Pop al Anului la Premiile Juno din 2024 și a fost nominalizat la Premiul Polaris Music din 2024.